# Avoca (Nebraska)
Avoca è un comune degli Stati Uniti d'America, situato nello Stato del Nebraska, nella contea di Cass.